# Ahmed bey Kamāl
Pour les articles homonymes, voir Kamal et Ahmed Kamal.
Ahmed bey Kamāl ( أحمد كمال) (né le 29 juillet 1851, mort le 5 août 1923) est un des premiers égyptologues égyptiens.
Il a été formé par l'égyptologue allemand Heinrich Karl Brugsch.
Membre du Service des antiquités de l'Égypte, il a suivi les collections égyptologiques égyptiennes du musée de Boulaq au palais de Giza, puis enfin au musée égyptien du Caire. Il a été coresponsable de la classification des collections égyptiennes et, de manière significative, des deux déménagements du musée, de Boulaq à Giza et de Giza à la Place Tahrir au centre-ville du Caire.
Il a participé à plusieurs fouilles de Deir el-Bersha, Tounah el-Gebel, Atfieh, Assiout et dans la vallée du Nil.

## Distinctions
Il a reçu le titre de « Bey » attribué par le Khédive, il a été nommé « Pacha » peu de temps avant sa mort.
Il a été « Director of the School of Egyptology » sur proposition du gouvernement égyptien.

## Publications
- « Fouilles à Deir-el-Barsheh (mars-avril 1900) », Annales du service des antiquités de l'Égypte, no 2,‎ 1902, p. 14-43 ;
- « Description générale des ruines de Hibé, de son temple et de sa nécropole », Annales du service des antiquités de l'Égypte, no 2,‎ 1902, p. 84-91 ;
- « Une nouvelle table d’offrandes de Séti Ier », Annales du service des antiquités de l'Égypte, no 2,‎ 1902, p. 95-96 ;
- « Rapport sur une statue recueillie à Kom el-Shataîn dans le Gharbieh », Annales du service des antiquités de l'Égypte, no 2,‎ 1902, p. 126-128 ;
- « Rapport sur les fouilles exécutées à Deir-el-Barshé, en janvier, février, mars 1901 », Annales du service des antiquités de l'Égypte, no 2,‎ 1902, p. 206-222
- « Rapport sur la nécropole d'Arabe-el-Borg », Annales du service des antiquités de l'Égypte, no 3,‎ 1902, p. 80-84 ;
- « Sur un monument d'Amasis qui se trouve a Boulaq », Annales du service des antiquités de l'Égypte, no 3,‎ 1902, p. 92-93 ;
- « Le pylône de Qous », Annales du service des antiquités de l'Égypte, no 3,‎ 1902, p. 215-235 ;
- « Stèle d'Acoris, deuxième roi de la XXIXe dynastie », Annales du service des antiquités de l'Égypte, no 3,‎ 1902, p. 243-244 ;
- « Fouilles à Deir-el-Barché exécutées dans les six premiers mois de l'année par M. Antonini de Mallawi », Annales du service des antiquités de l'Égypte, no 3,‎ 1902, p. 276-282 ;
- « Fouilles à Gebel-el-Teyr », Annales du service des antiquités de l'Égypte, no 4,‎ 1903, p. 85-90 ;
- « Quelques fragments provenant d'Ouasim », Annales du service des antiquités de l'Égypte, no 4,‎ 1903, p. 91-94 ;
- « Un tombeau à Zeitoun », Annales du service des antiquités de l'Égypte, no 4,‎ 1903, p. 95-96 ;
- « Fouilles à Tehneh », Annales du service des antiquités de l'Égypte, no 4,‎ 1903, p. 232-241 ;
- « Fragments de monuments provenant du Delta », Annales du service des antiquités de l'Égypte, no 5,‎ 1904, p. 193-200 ;
- « Sébennytos et son temple », Annales du service des antiquités de l'Égypte (numéros 1 à 10), no 7,‎ 1906, p. 87-94 ;
- « Rapport sur quelques localités de la Basse-Égypte », Annales du service des antiquités de l'Égypte, no 7,‎ 1906, p. 232-240 ;
- « Rapport sur une inspection faite à Tell el-Waqa », Annales du service des antiquités de l'Égypte, no 8,‎ 1907, p. 1-2 ;
- « Fouilles à Gamhoud », Annales du service des antiquités de l'Égypte, no 9,‎ 1908, p. 8-30 ;
- « Notes prises au cours des inspections », Annales du service des antiquités de l'Égypte, no 9,‎ 1908, p. 85-91 ;
- « Fouilles à Atfih », Annales du service des antiquités de l'Égypte, no 9,‎ 1908, p. 113-117 ;
- « Borollos », Annales du service des antiquités de l'Égypte (numéros 1 à 10), no 9,‎ 1908, p. 141-147 ;
- « Notes prises au cours des inspections », Annales du service des antiquités de l'Égypte, no 9,‎ 1908, p. 191-192 ;
- « Rapport sur les fouilles du comte de Galarza », Annales du service des antiquités de l'Égypte, no 10,‎ 1910, p. 116-121 ;
- « Rapport sur les fouilles faites dans la montagne de Sheîkh Saîd », Annales du service des antiquités de l'Égypte, no 10,‎ 1910, p. 145-154 ;
- « Un monument nouveau du pharaon Khatouî », Annales du service des antiquités de l'Égypte, no 10,‎ 1910, p. 185-186 ;
- « Rapport sur les fouilles exécutées dans la zone comprise entre Deirout au nord et Deîr-el-Ganadlah, au sud », Annales du service des antiquités de l'Égypte, no 11,‎ 1911, p. 3-39 ;
- « Rapport sur les fouilles exécutées dans la zone comprise entre Déîrout au nord et Déîr-el-Ganadlah, au sud (suite) », Annales du service des antiquités de l'Égypte, no 12,‎ 1912, p. 97-127 ;
- « Fouilles à Dara et à Qoçéir el-Amarna », Annales du service des antiquités de l'Égypte, no 12,‎ 1912, p. 128-142 ;
- « Le pain de nebaq des anciens Égyptiens », Annales du service des antiquités de l'Égypte, no 12,‎ 1912, p. 240-244 ;
- « Rapport sur les fouilles de Said Bey Khachaba au Déîr-el-Gabraouî », Annales du service des antiquités de l'Égypte, no 13,‎ 1914, p. 161-178 ;
- « Rapport sur les fouilles exécutées dans la zone comprise entre Déîrout au nord et Déîr-el-Ganadlah, au sud (suite) », Annales du service des antiquités de l'Égypte, no 14,‎ 1914, p. 45-87 ;
- « Rapport sur les fouilles exécutées dans la zone comprise entre Déîrout, au nord, et Déîr-el-Ganadlah, au sud (suite) », Annales du service des antiquités de l'Égypte, no 15,‎ 1915, p. 177-206 ;
- « Le tombeau nouveau de Méîr », Annales du service des antiquités de l'Égypte, no 15,‎ 1915, p. 209-258 ;
- « Fouilles à Deir Dronka et à Assiout (1913-1914) », Annales du service des antiquités de l'Égypte, no 16,‎ 1916, p. 65-114 ;
- « Quelques jours de fouilles à Dimeh es-Sebaâ », Annales du service des antiquités de l'Égypte, no 16,‎ 1916, p. 183-186 ;
- Stèles ptolémaiques et romaines, deux volumes, Le Caire, 1904–1905, (Catalogue général des antiquités égyptiennes du Musée du Caire).
- Tables d'offrandes, deux volumes, Le Caire, 1906, 1909, (Catalogue général des antiquités égyptiennes du Musée du Caire).